# Krysoberyll

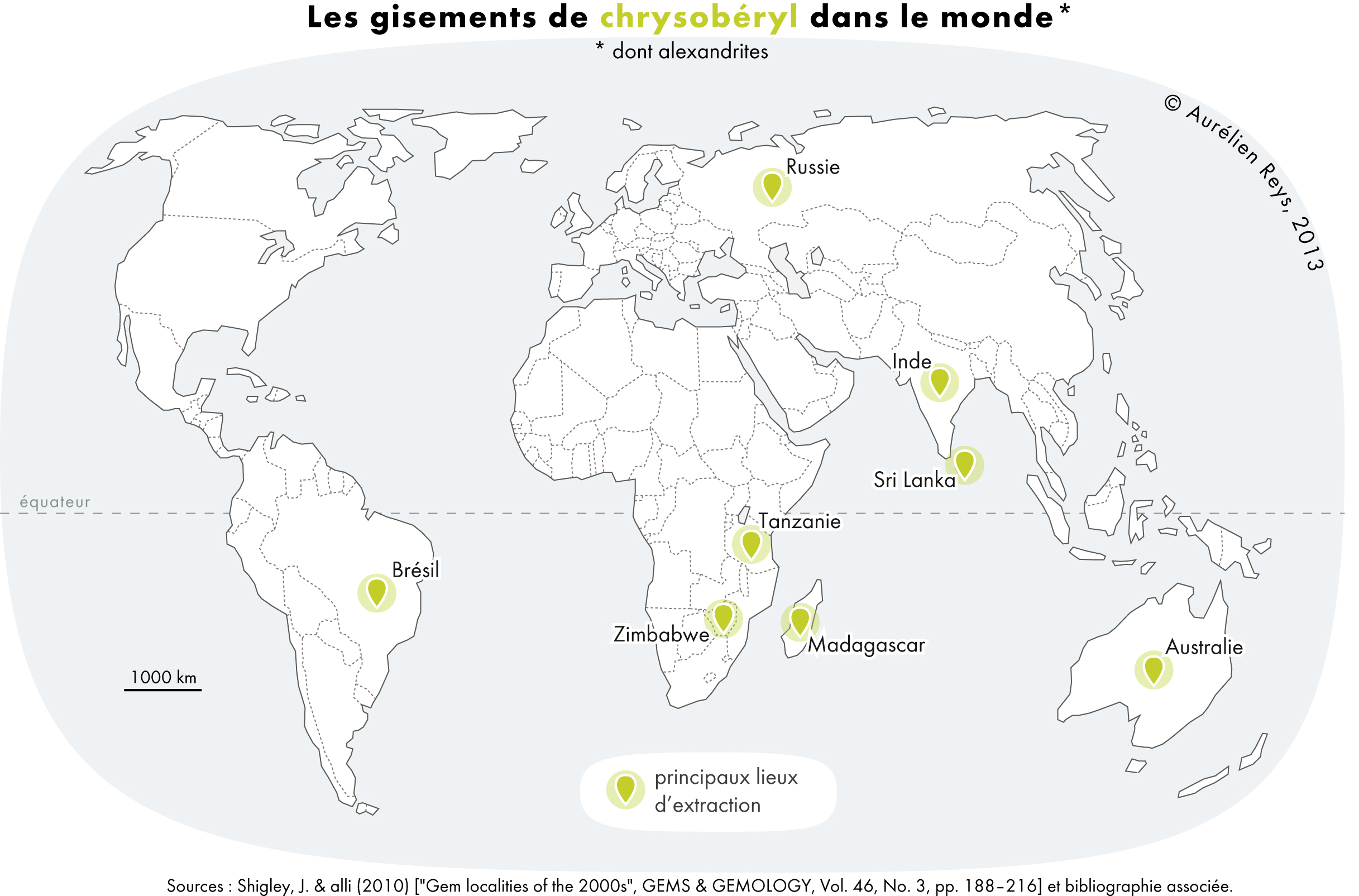
Huvudsakliga chrysoberylproducerande länder

Krysoberyll är ett ovanligt och mycket hårt mineral. Den är en berylliumaluminiumoxid med den kemiska formeln BeAl2O4.
Krysoberyll kan bilda tavelformiga kristaller och ibland sammanväxta till trillingar med pseudohexagonal form Krysoberyllen finns i olika färger: guldgul, gröngul, grön, brunaktigt röd och grå.
Genom sin höga hårdhet har den länge använts som smyckesten. Två ovanliga varieteter är alexandrit och kattöga

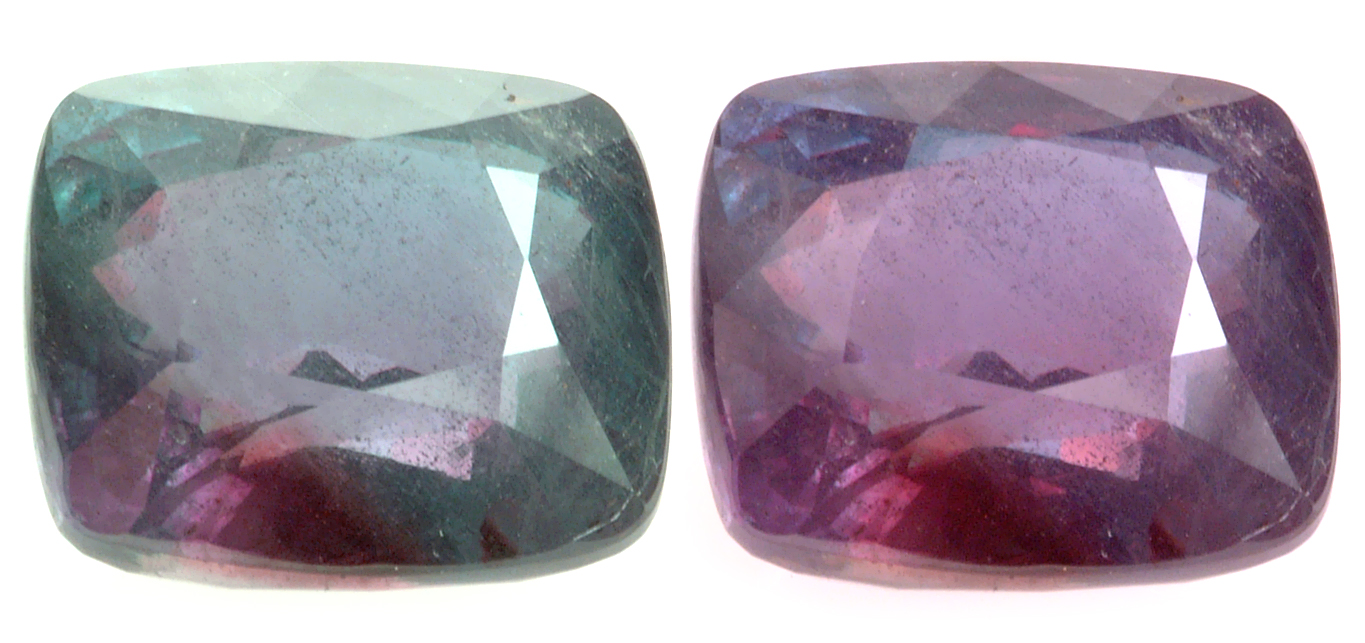
Alexandrit

## Etymologi och historia
Namnet krysoberyll kommer från grekiskans χρυσοβήρυλλος [chrysobḗryllos] och är sammansatt av orden χρυσός [chrysós] för ”guld” och βήρυλλος [bḗryllos] för ”beryll”. Krysoberyll tillhör de tjugotalet ädelstenar som den romerske författaren Plinius den äldre omnämner i sin ”Naturalis historia” där han (felaktigt) uppfattar krysoberyll som en färgvariant av smaragd och akvamarin. Först år 1789 benämner Abraham Gotlob Werner krysoberyllen som ett självständigt mineral. (styckets innehåll är från tyska wikipedia chrysoberyll)

## Klassning och kristallstruktur

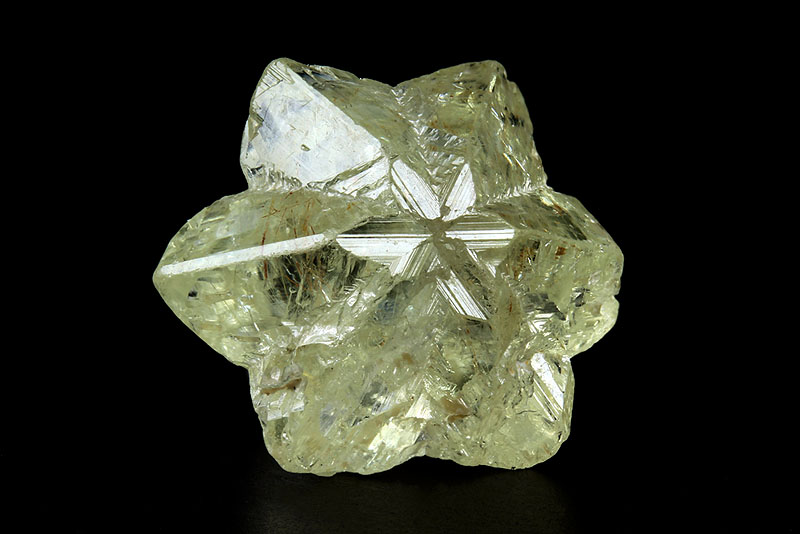
Nästan färglös krysoberyll från Governador Valadares, Doce Valley, Minas Gerais, Brasilien (storlek 7,33 mm) Collection D Preite foto M. Chinnellato

Krysoberyll klassas efter kemisk sammansättning enligt Nickel-Strunz 10:e upplaga som 4.BA.05 = oxider med förhållandet metall:syre är 3:4 och med små till medelstora katjoner.
Krysoberyll tillhör det ortorombiska kristallsystemet, klass mmm (2/m 2/m 2/m) – dipyramidal (beteckning enligt Herrman-Mauguin), rymdgrupp Pmnb. Enkla kristaller är vanligtvis tavelformade {001} och kortprismatiska [100]. 
Tvillingbildning är vanlig utefter {130} och ger hjärtformad tvilling eller vid upprepning bildas pseudohexagonala kristaller. Striering är inte ovanlig. Kristallstrukturen liknar olivin men håller i motsats till denna [BeO4]-tetraedrar i stället för [SiO4]. 

## Bildning och fyndorter
Krysoberyll förekommer i aluminiumrika granitpegmatiter (magmatisk bildning), glimmerskiffrar (bildad genom kontaktmetamorfos) eller sekundärt anrikad i flodsand.
Mindre mängder trevärt järn och krom kan ingå i den kemiska formeln. Järnet ger gul färg och kromet ger färgväxling grön/röd. Några sällsynta blågröna krysoberyller från Tanzania får sin färg av grundämnet vanadin.
Krysoberyll kan vara förorenad av titan i form av rutil TiO2.
Krysoberyll har påträffats i Brasilien i Minas Gerais, Sri Lanka, Madagaskar, Myanmar och Ryssland. I Sverige har krysoberyll påträffats bland annat i Kolsva fältspatsgruva, dock inte i smyckestenskvalitet.

## Varieteter

### Alexandrit
År 1830 hittades i Ural vid Tokovaja öster om Jekaterinograd krysoberyll som växlar färg alltefter belysningen. Varieteten namngavs efter tsar Alexander II Den ser grön ut i dagsljus men röd i skenet från stearinljus eller glödlampsljus och färgväxlingen kallas ibland för changering. Denna färgväxling hos alexandrit har gett upphov till begreppet alexandriteffekten. Under 1900-talet påträffade man även vackra alexandriter på Sri Lanka.

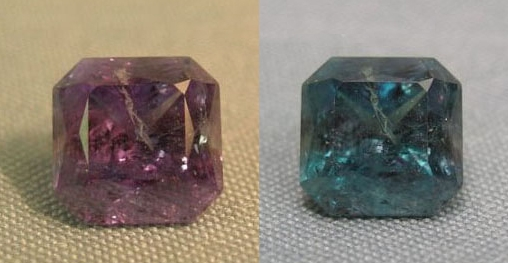
Alexandrit: till vänster karmosinfärgad i kvällsbelysning, till höger salladsgrön i dagsljus

Färggivande ämne i alexandrit är en ringa mängd krom där trevärt Cr3+ har tagit aluminiumets Al3+ plats. I rubin och smaragd är det på liknande sätt krom som ger röd respektive grön färg. Kromet ger två absorptionsband i det synliga spektrumet. I rubin sker absorptionen dels i det gröngula området, dels i det violetta området och för smaragd är det dels gulröd dels violett absorbans medan alexandritens har ett mellanting med dels gul dels violett absorbans. Alexandriten balanserar därför mellan röd och blågrön färg och beroende på ljuskällan uppfattas den ena eller den andra färgen som dominant.  Oberoende av ovan nämnda egenskap uppvisar alexandrit dessutom pleokroism en annan typ av färgväxling som beror på i vilken riktning mineralet betraktas.
Det finns stenar som beskrivs som syntetisk alexandrit men de är i själva verket vanadindopade korunder och är således simulanter.

### Kattöga
Med kortformen kattöga menar man alltid bara krysoberyll-kattöga, alla andra mineral med kattögoneffekt måste tydligt anges med hjälp av förtydligande tillägg. Tunna parallellt inordnade ihåliga kanaler eller rutilnålar åstadkommer en böljande vit ljuslinje hos cabochonslipad sten.
En variant, som genom att ses i en viss riktning har en blåaktig skiftning kallas cymofan. Hos en del exemplar uppstår, på grund av mikroskopiska inneslutningar en växlande skiftning, som hos kvartskattöga. Sådana stenar är mörka eller nästan ogenomskinliga och kallas krysoberyll-kattöga.

## Användning
Den huvudsakliga användningen av krysoberyll är som smyckesten. De renaste och vackraste krysoberyllerna slipas i trapp-, ceylon- eller briljantform  till ringar och smycken.
Namnet orientalisk krysolyt har tidigare använts om ljust gröngul krysoberyll. Krysolyt eller krysolit är synonyma namn för mineralet peridot/olivin. Namnet orientalisk krysolyt tillhör numera gruppen falska och vilseledande namn på ädel- och prydnadsstenar. CIBJO (Internationella föreningen för smycken, silvervaror, diamanter, pärlor och stenar) har en lista på internationellt accepterade handelsbenämningar i ”The Gemstone Book. Annex A”.
Cymofanen slipas vanligen ägg- eller linsformad och får ibland ett underlag av guldfolie.
Syntetisk alexandrit används i laser för permanent hårborttagning. Lasern ger rött ljus som absorberas av hårsäckens pigment så att hårsäcken blir varm och skadas. Lasern fungerar effektivast med så låg halt krom att alexandritfärgen är blek.

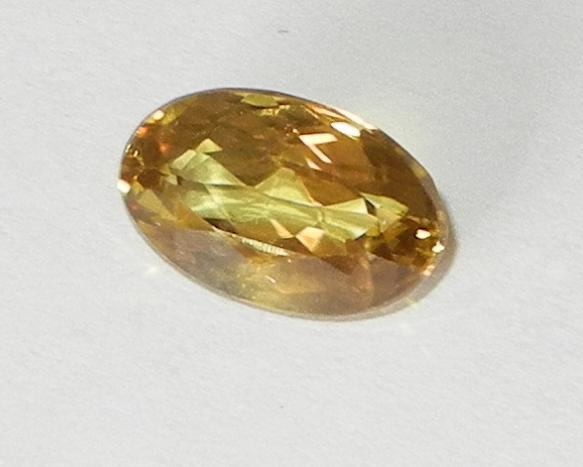
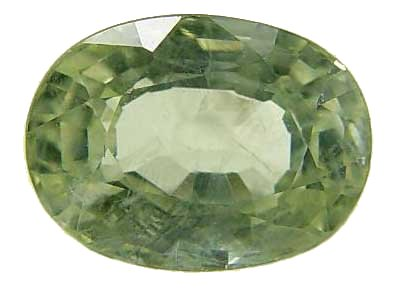
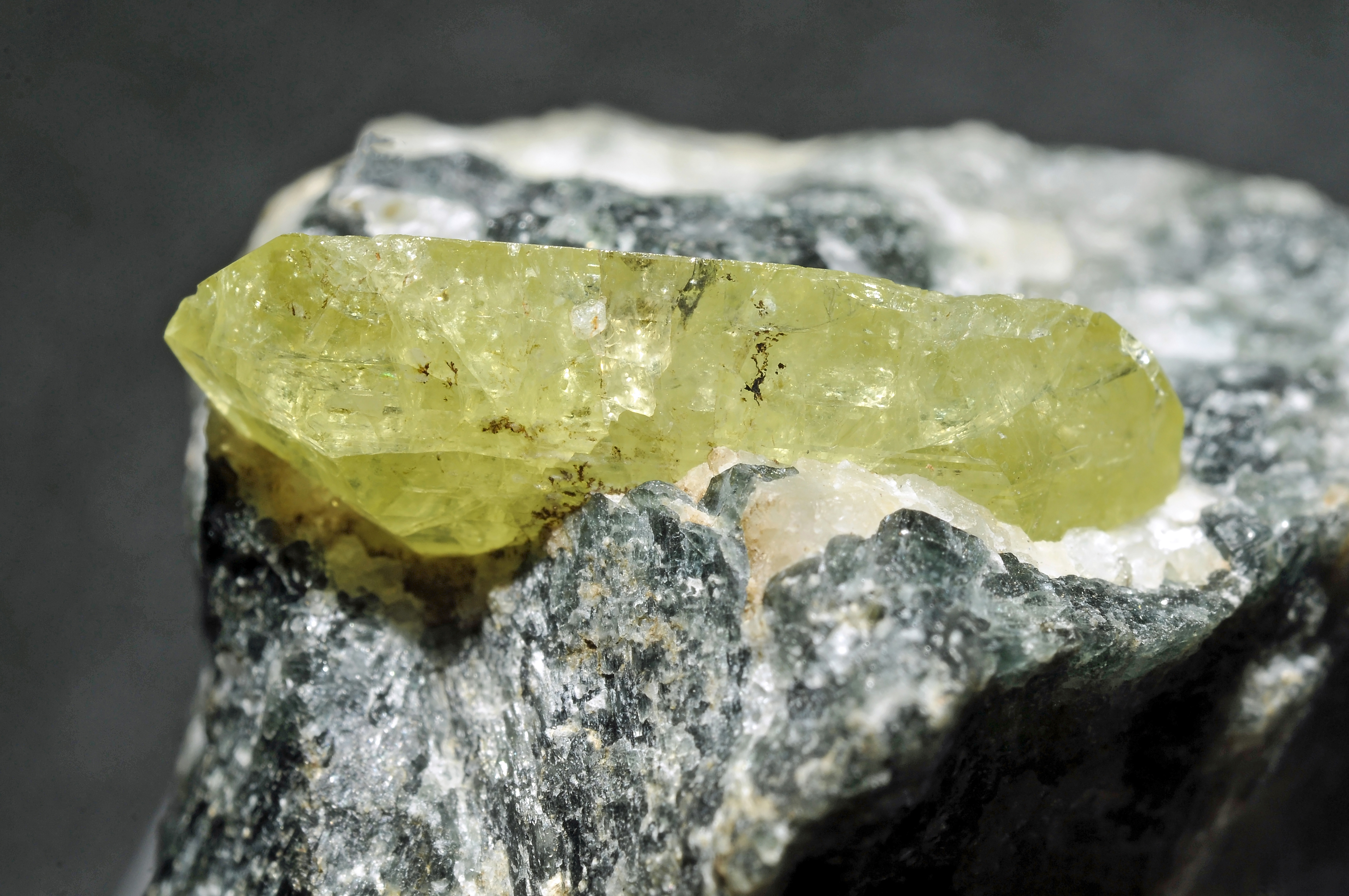
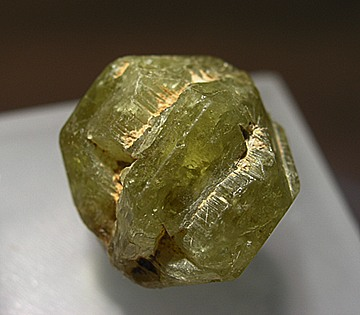
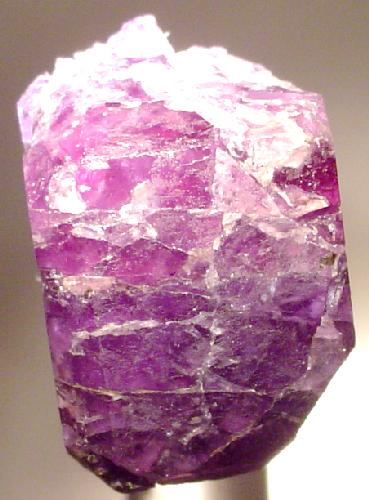